# Palác Bellevue
Palác Bellevue (německy: Schloss Bellevue) je palác v německém hlavním městě Berlíně, ve čtvrti Tiergarten. Od roku 1994 je oficiální rezidencí německého prezidenta. Palác se nachází na břehu řeky Sprévy. Jméno – francouzsky „krásný výhled“ – získal právě díky výhledu na Sprévu. Architektem byl Michael Philipp Boumann (1747–1803). Palác byl postaven v roce 1786 jako rezidence pro prince Augusta Ferdinanda Pruského, nejmladšího bratra pruského krále Fridricha II. Byla to první klasicistní budova v Německu, charakteristická svými korintskými pilastry. Jedinou místností, která si zachovala svou původní výzdobu, je taneční sál v horním patře navržený Carlem Gotthardem Langhansem, architektem Braniborské brány. Palác je obklopen parkem o rozloze asi 20 hektarů.

## Dějiny
V roce 1843 zdědil pruský král Fridrich Vilém IV. Bellevue od prince Augusta Pruského. V roce 1865 se stal rezidencí jeho neteře princezny Alexandriny po sňatku s vévodou Vilémem z Meklenburska-Schwerinu. Palác užívali princové z dynastie Hohenzollernů až do listopadové revoluce v roce 1918. Poslední německý císař Vilém II. jej poté využíval jako penzion i jako soukromou školu pro svých sedm dětí. Svobodný stát Prusko získal majetek od bývalého císaře v roce 1928 a využíval jej ve 30. letech 20. století jako etnografické muzeum. V roce 1938 byl předělán na vládní penzion. Pobýval tam i sovětský ministr zahraničí Vjačeslav Molotov během své návštěvy Berlína v listopadu 1940. Během druhé světové války byl palác vážně poškozen bombardováním a během bitvy o Berlín v roce 1945. Po válce spadl do západními mocnostmi kontrolované části Berlína, pozdějšího Západního Berlína. V 50. letech byl zrekonstruován západoněmeckou vládou. Slavnostně otevřen byl prezidentem Theodorem Heussem v roce 1959. Sloužil pak jako sekundární rezidence západoněmeckého prezidenta (vedle primární rezidence ve vile Hammerschmidt v Bonnu). V letech 1986–87 nechal spolkový prezident Richard von Weizsäcker kompletně předělat interiér architektem Otto Meitingerem. Weizsäcker nechal vybavit palác částí cenné sbírky empírového nábytku z paláce Wilhelmshöhe v Kasselu a inicioval výměnu obrazů, ve spolupráci s německými muzei, aby hostům představil klasické i moderní německé umění. Dochovaly se však dva pokoje se zařízením ve stylu poválečné moderny. V roce 1994, po sjednocení Německa, z paláce Weizsäcker udělal své hlavní sídlo. V roce 1998 byla v parku poblíž paláce postavena moderní oválná kancelářská budova, kde sídlí Bundespräsidialamt („Kancelář spolkového prezidenta“). Roman Herzog, prezident v letech 1994 až 1999, je jediným prezidentem, který v Bellevue i žil, nejen ho užíval k reprezentačním účelům. Palác byl znovu rekonstruován v letech 2004 a 2005. V tomto období prezident Horst Köhler využíval k reprezentativním účelům nedaleký palác Charlottenburg. Bellevue se stalo prezidentovým primárním oficiálním sídlem znovu v lednu 2006, ale od té doby nemá obytné prostory. Místo toho nyní spolkový prezident žije ve vládní vile v Dahlemu, která byla od roku 1962 berlínským sídlem západoněmeckých kancléřů.